# Osvobození Bulharska

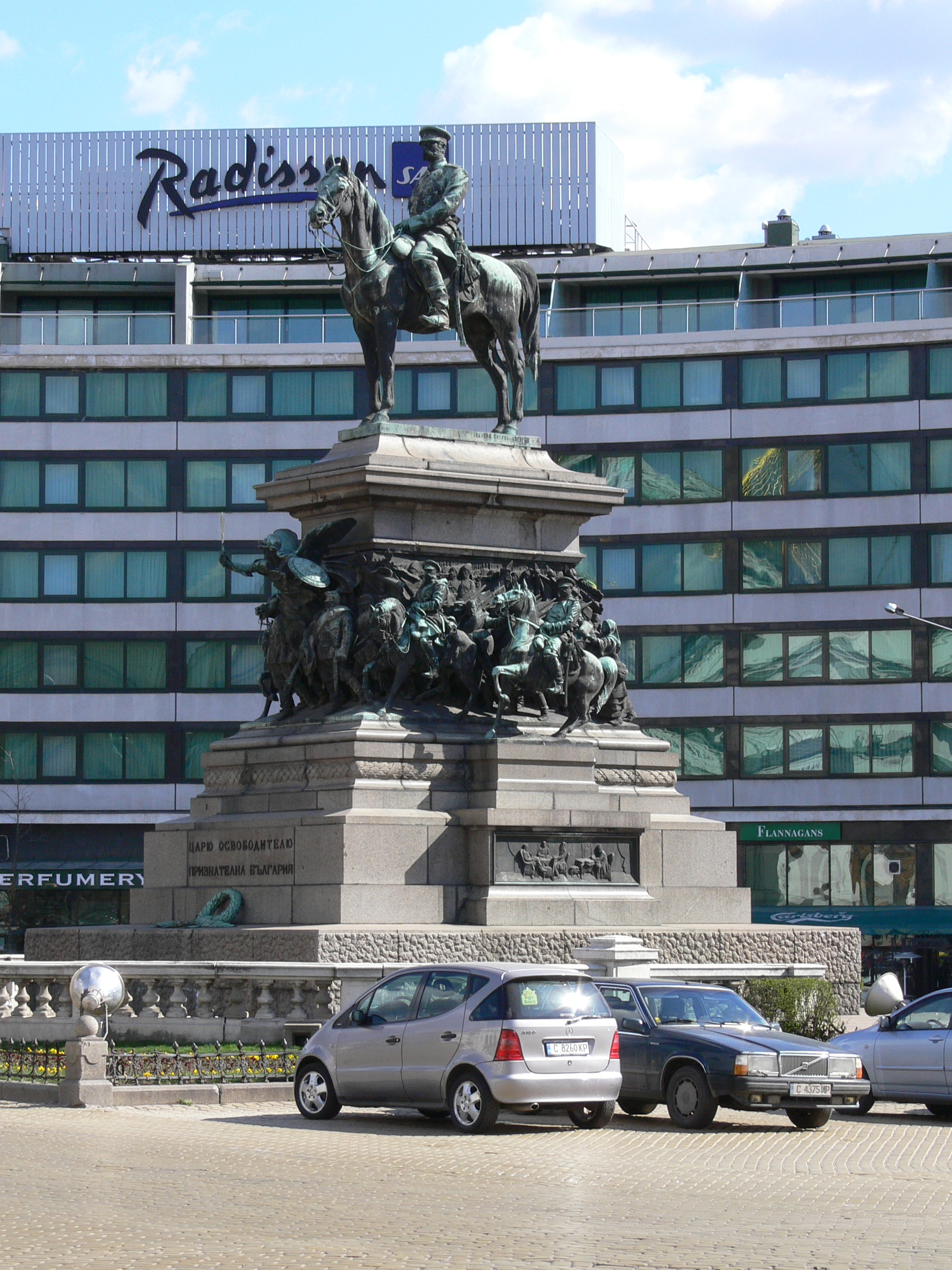
Památník Ruského Cara-Osvoboditel Alexandra II v Sofii, Bulharsko

Osvobození Bulharska označuje v bulharské historiografii souhrn událostí vyplývajících z Rusko-turecké války (1877–1878), jejichž výsledkem bylo znovuzískání nezávislosti bulharského lidu a vznik samostatného bulharského státu podle Sanstefanské mírové smlouvy z 3. března 1878. Na základě této smlouvy ztratila Osmanská říše značnou část svého území a Bulharsko své postavení coby klientského státu.  

Tentýž rok došlo ještě také k ratifikaci Berlínské smlouvy jasně vymezující rozdělení teritorií bulharského státu na tři oblasti: Bulharské knížectví de jure nezávislé území, ale de facto fungující jako vazal Osmanské říše, navíc omezené Moesií a oblastmi přiléhajícími k hlavnímu městu Sofii; druhá část byla autonomní provincií Osmanské říše – Východní Rumélie; třetí a největší část spadala pod Makedonii a Kırklareli – obnovená území Osmanské říše, přičemž ostatní území ležící mimo tyto části připadly Srbsku a Rumunsku. Tato teritoria odtržená Berlínským kongresem od tzv. Velkého Bulharska, zahrnující Makedonii, Thrákii atd. byla z většiny obývaná Bulhary. 6. září 1885 došlo v rámci Plovdivského převratu ke sjednocení Východní Rumélie s Bulharským knížectvím, ačkoli se jednalo o vazalské území Osmanské říše, a to až do roku 1908, kdy Bulharsko získalo plnou nezávislost.

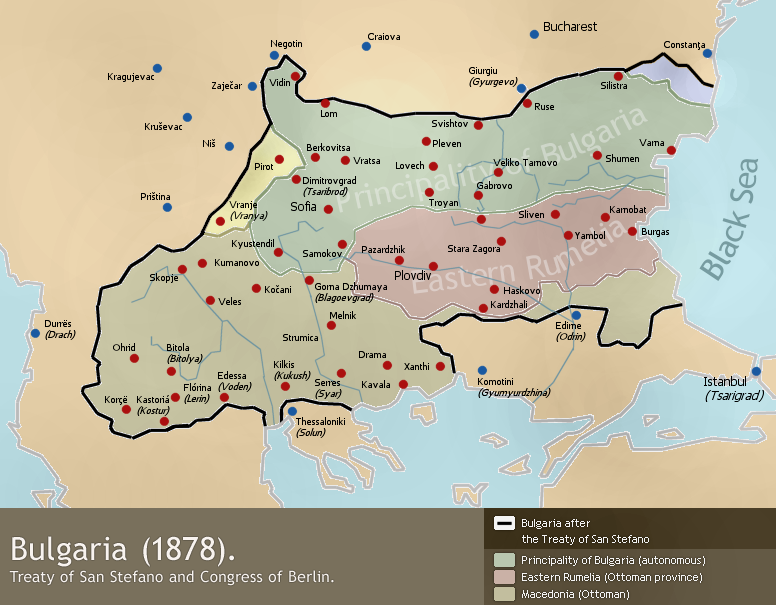
Bulharsko v roce 1878

Deklaraci z r. 1908 sepsanou po Bulharském převratu a ratifikovanou Osmanskou říší lze do určité míry považovat za proces druhého osvobození Bulharska.  
Za osvobození Bulharska lze považovat též vznik druhé bulharské říše povstáním Asena a Petra proti Byzantské říši, které ukončilo byzantskou nadvládu, jež nastala po rozvrácení první bulharské říše (1018–1185). 